# Мєллатсі
Мє́ллатсі (ест. Möllatsi küla) — село в Естонії, у волості Тарту повіту Тартумаа.

## Населення
Чисельність населення на 31 грудня 2011 року становила 96 осіб.